# Rínok-Romànovski
Rínok-Romànovski (en rus: Рынок-Романовский) és un poble (un khútor) de l'óblast de Rostov, a Rússia, segons el cens rus del 2017 tenia 99 habitants. Pertany al districte de Tsimliansk.